# Берне (Німеччина)
Берне (нім. Berne) — сільська громада в Німеччині, розташована в землі Нижня Саксонія. Входить до складу району Везермарш.
Площа — 85,2 км2. Населення становить 6755 ос. (станом на 31 грудня 2021).